# Euclides Pereira
Euclides Pereira (Currais Novos, 07 de maio de 1941) é um ex-lutador brasileiro de Jiu jitsu e luta livre.

## História
Euclides Pereira começou a lutar em 1958 e lutou 530 vezes sem jamais perder. Com apenas 72 kg, subjugou oponentes com quase o dobro do peso. Pela TV Ringue Torre fez mais de 100 lutas sem jamais ser derrotado. O programa acabou em 1966. Em Salvador, na Bahia ele fez a sua luta mais épica. Enfrentou, em 1968, Carlson Gracie, considerado o melhor do Brasil na época. O embate lotou a Fonte Nova, sinal de que o vale-tudo já arrastava multidões. Foram seis rounds de cinco minutos, e o Diabo Louro quase nocauteou Carlson Gracie, terminado á luta vencendo por pontos.
O mais perto que se viu de uma derrota foi em 1979, já com 37 anos, no duelo contra Rei Zulu. Quase desistiu quando sofreu um estrangulamento, mas conseguiu se livrar e derrotou o adversário aplicando uma gravata. Euclides Pereira não era conhecido por escolher seus oponentes (como alguns de seus contemporâneos), nem tampouco aumentar suas estatísticas com vitórias fáceis, venceu lutadores como Ivan Gomes, Waldemar Santana e Takeo Yano terminando sua carreira invicto.